# Auferstehungskirche (Pforzheim)

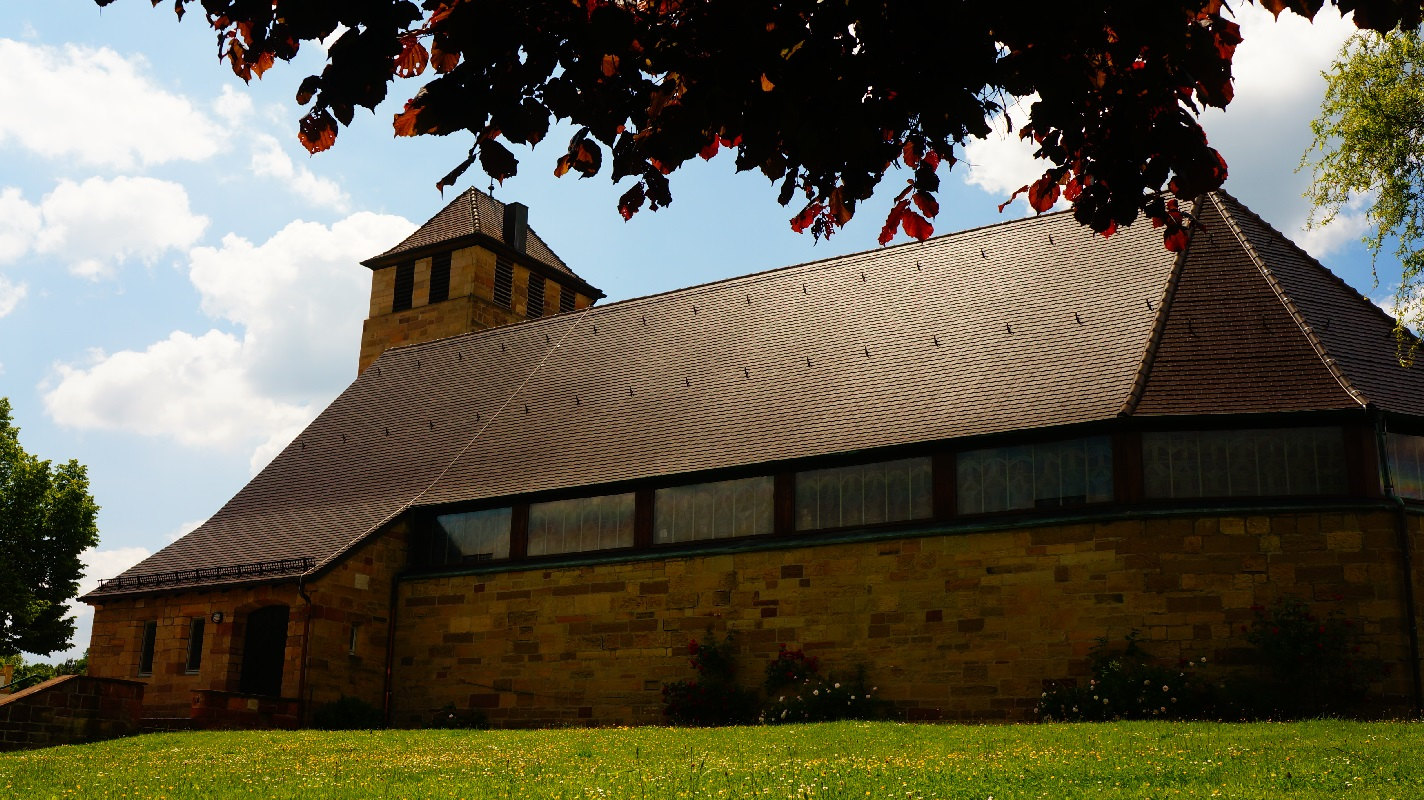
Die Auferstehungskirche

Die evangelische Auferstehungskirche in Pforzheim ist eine Notkirche in der südwestdeutschen Stadt. Sie liegt in der Mathystraße 10 im Rodgebiet in der Pforzheimer Südweststadt.

## Geschichte
Die Kirche gehört zur evangelischen Johannesgemeinde im Rodviertel. Nach der Zerstörung Pforzheims am 23. Februar 1945 wuchs diese Gemeinde durch die Einquartierung aus der kriegszerstörten Talstadt stark an. Der Gemeindezuwachs und die Zerstörung vieler Kirchen im Stadtgebiet gaben den Anlass, möglichst schnell eine möglichst stabile Kirche zu errichten.
Die Auferstehungskirche wurde in den Jahren 1946–1948 als erste Notkirche nach dem Programm des Architekten Otto Bartning errichtet und am 24. Oktober 1948 eingeweiht. Der erste Spatenstich erfolgte symbolträchtig am 8. Mai 1946, dem ersten Jahrestag des Kriegsendes. Die Kirche setzte den Maßstab für die 42 folgenden Notkirchen Bartnings.

## Beschreibung

### Architektur

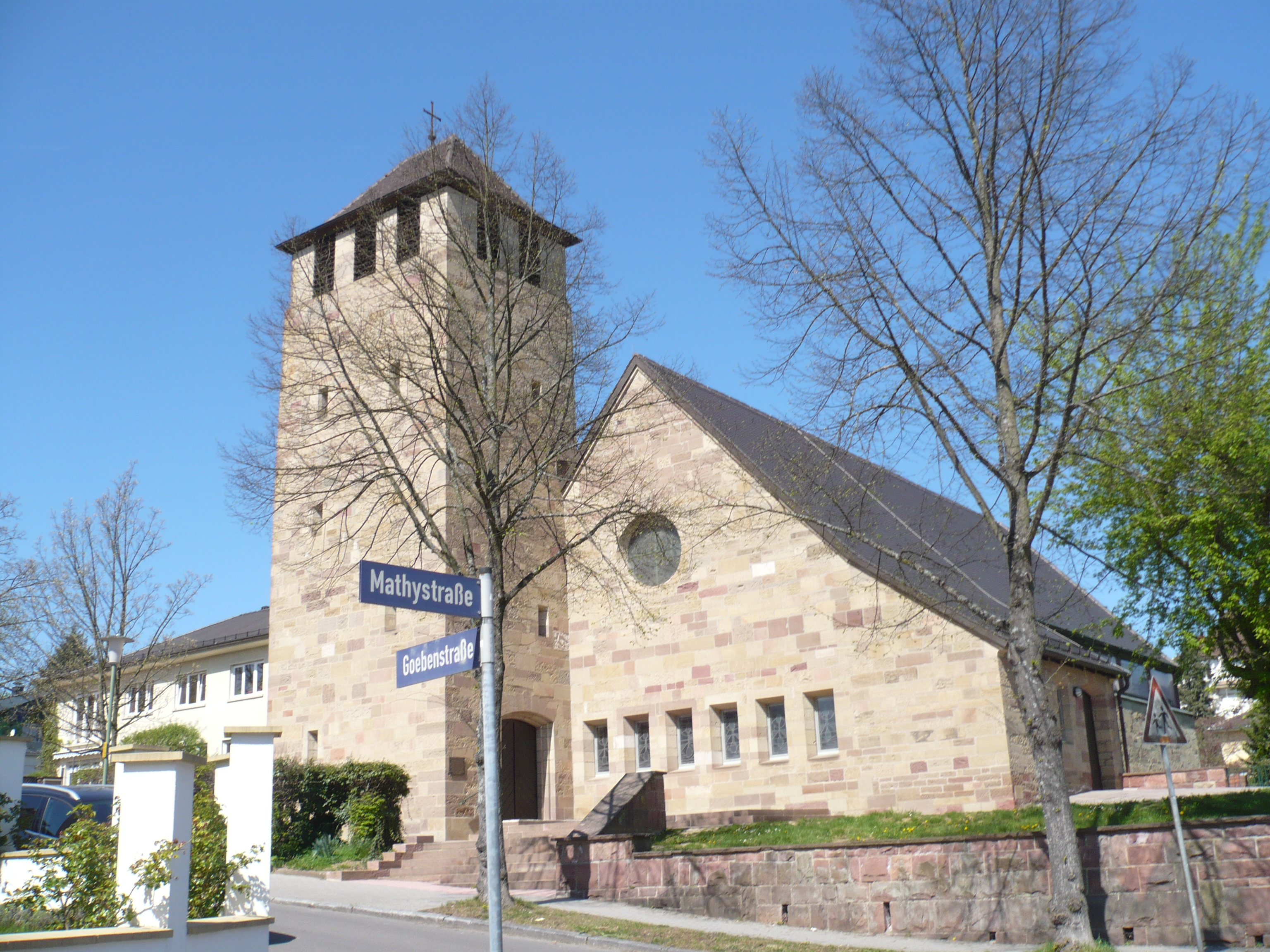
Frontansicht

Die Kirche, eine zeltartige Holzkonstruktion in überschaubaren Raumabmessungen mit einer polygonalen Apsis, besitzt einen massiven rechteckigen Turm. Der Bau ist außen mit aus Trümmerschutt geborgenen roten und gelben Buntsandsteinquadern, innen mit Backstein verkleidet. Der Turm wurde 1954 erhöht.

### Ausstattung
Otto Bartning hat die Altarmensa und den Taufstein der Kirche gestaltet. Das spätgotische Altarkreuz aus Holz (siehe Alte Stadtkirche (Pforzheim)#Kruzifix) stammt aus der Zeit um 1440. Es hing zunächst auf dem Friedhof des Dominikanerinnenklosters, dann vor der Stadtkirche St. Stefan und wurde 1899 nach Restaurierung in die neue Stadtkirche überführt, wo es schwer beschädigt den großen Bombenangriff überstand. Nach Restaurierung durch den Bildhauer Oskar Theodor Loos kam es in die Auferstehungskirche.
Die Kirche hatte ursprünglich ein neutrales Fensterband und erhielt 1966 abstrakt gestaltete Glasfenster von Klaus Arnold. Die Grundfarbe der Fenster ist blau, pro Fenster sind jeweils sechs ähnlich konstruierte, in weiß und rot gestaltete Figuren zu sehen.